# Shigeyasu Yamauchi
Shigeyasu Yamauchi (山内 重保?, Yamauchi Shigeyasu; 10 aprile 1953) è un regista e animatore giapponese.

## Filmografia

### Regista

#### Lungometraggi
- I Cavalieri dello zodiaco - L'ardente scontro degli dei (1988)
- I Cavalieri dello zodiaco - La leggenda dei guerrieri scarlatti (1988)
- Magical Talroot-kun (film 1991)
- Dragon Ball Z - Il Super Saiyan della leggenda (1993)
- Dragon Ball Z - Sfida alla leggenda (1994)
- Dragon Ball Z - Il diabolico guerriero degli inferi (1995)
- Dragon Ball - Il cammino dell'eroe (1996)
- Digimon Adventure 02: Zenpen: Digimon Hurricane Jōriku!!/Kōhen: Chōzetsu Shinka!! Ōgon no Digimentals (2000)
- I Cavalieri dello zodiaco - Le porte del paradiso (2004)

#### Cortometraggi
- Doredò Doremì - La montagna del non ritorno (2001)

#### Serie televisive
- Armored Fleet Dairugger XV (episodi 3 e 14, 1982)
- Sasuraiger (episodi 32 e 36, 1983)
- I Cavalieri dello zodiaco (12 episodi, 1986-1987-1988)
- Ranma ½ (episodio 3, 1989)
- Akuma-kun (7 episodi, 1989-1990)
- Dragon Ball Z (episodio 45, 1990)
- Magical Talroot-kun (87 episodi, 1990-1991-1992)
- Hanayori Dango (1996)
- Digimon Adventure 02 (6 episodi, 2001)
- Xenosaga: The Animation (episodi 1-2, 2005)
- BLOOD+ (episodi 40 e 49, 2006)
- Kyashan Sins (episodi 2 e 4, 2008)
- A Certain Scientific Railgun (episodio 9, 2009)
- Tatakau Shisho (episodio 20, 2010)
- Yumekui Merry (2011)
- The Idolmaster (episodio 9, 2011)
- Nazo no kanojo X (episodio 9, 2012)
- A Town Where You Live (episodi 2-3, 2013)

#### OAV
- Dragon Ball Z Gaiden: Saiyajin zetsumetsu keikaku (1993)
- Street Fighter Alpha: The Animation (1999)
- I Cavalieri dello zodiaco - Saint Seiya - Hades (episodi 1-13, 2002-2003)
- Kyō, koi o hajimemasu (1 episodio, 2010)